# Ferdinando Riva
Ferdinando Riva (Coldrerio, 3 de julho de 1930 - 15 de agosto de 2014) foi um futebolista suíço que atuava como atacante.

## Carreira
Ferdinando Riva fez parte do elenco da Seleção Suíça de Futebol, na Copa do Mundo de 1954, em casa na Suíça.